# Sawit Seberang (plaats)
Sawit Seberang is een bestuurslaag in het regentschap Langkat van de provincie Noord-Sumatra, Indonesië. Sawit Seberang telt 3450 inwoners (volkstelling 2010).